# Collinsville (Teksas)
Collinsville – miasto w Stanach Zjednoczonych, w stanie Teksas, w hrabstwie Calhoun.